# Перемишлянська міська територіальна громада
Перемишлянська міська громада — територіальна громада в Україні, в Львівському районі Львівської області. Адміністративний центр — місто Перемишляни.
Площа громади — 576,4 км², населення — 24 064 мешканці (2020).

## Населені пункти
У складі громади 1 місто (Перемишляни) і 58 сіл:
- Бачів
- Біле
- Білка
- Болотня
- Боршів
- Брикун
- Брюховичі
- Виписки
- Вишнівчик
- Вовків
- Ганачівка
- Гуральня
- Добряничі
- Дунаїв
- Дусанів
- Заставки-Яблунів
- Затемне
- Іванівка
- Камінна
- Кимир
- Кореличі
- Коросно
- Костенів
- Кузубатиця
- Курний
- Кучерівка
- Лагодів
- Ладанці
- Липівці
- Лоні
- Лонівка
- Малий Полюхів
- Мерещів
- Неділиська
- Новосілки
- Осталовичі
- Підсмереки
- Плеників
- Плетеничі
- Плоска
- Пнятин
- Подусів
- Подусільна
- Прибинь
- Рівна
- Розсохи
- Рубче
- Сивороги
- Смереківка
- Станимир
- Тернівка
- Тучне
- Унів
- Утіховичі
- Ушковичі
- Хомина
- Чемеринці
- Чуперносів